# Babak Amini
 (mars 2024).
Si vous disposez d'ouvrages ou d'articles de référence ou si vous connaissez des sites web de qualité traitant du thème abordé ici, merci de compléter l'article en donnant les références utiles à sa vérifiabilité et en les liant à la section « Notes et références ».
 (mars 2024).
La mise en forme du texte ne suit pas les recommandations de Wikipédia : il faut le « wikifier ».
Les points d'amélioration suivants sont les cas les plus fréquents. Le détail des points à revoir est peut-être précisé sur la page de discussion.
- Les titres sont pré-formatés par le logiciel. Ils ne sont ni en capitales, ni en gras.
- Le texte ne doit pas être écrit en capitales (les noms de famille non plus), ni en gras, ni en italique, ni en « petit »…
- Le gras n'est utilisé que pour surligner le titre de l'article dans l'introduction, une seule fois.
- L'italique est rarement utilisé : mots en langue étrangère, titres d'œuvres, noms de bateaux, etc.
- Les citations ne sont pas en italique mais en corps de texte normal. Elles sont entourées par des guillemets français : « et ».
- Les listes à puces sont à éviter, des paragraphes rédigés étant largement préférés. Les tableaux sont à réserver à la présentation de données structurées (résultats, etc.).
- Les appels de note de bas de page (petits chiffres en exposant, introduits par l'outil «  Source ») sont à placer entre la fin de phrase et le point final[comme ça].
- Les liens internes (vers d'autres articles de Wikipédia) sont à choisir avec parcimonie. Créez des liens vers des articles approfondissant le sujet. Les termes génériques sans rapport avec le sujet sont à éviter, ainsi que les répétitions de liens vers un même terme.
- Les liens externes sont à placer uniquement dans une section « Liens externes », à la fin de l'article. Ces liens sont à choisir avec parcimonie suivant les règles définies. Si un lien sert de source à l'article, son insertion dans le texte est à faire par les notes de bas de page.
- La présentation des références doit suivre les conventions bibliographiques. Il est recommandé d'utiliser les modèles {{Ouvrage}}, {{Chapitre}}, {{Article}}, {{Lien web}} et/ou {{Bibliographie}}. Le mode d'édition visuel peut mettre en forme automatiquement les références.
- Insérer une infobox (cadre d'informations à droite) n'est pas obligatoire pour parachever la mise en page.

Pour une aide détaillée, merci de consulter Aide:Wikification.
Si vous pensez que ces points ont été résolus, vous pouvez retirer ce bandeau et améliorer la mise en forme d'un autre article.
Babak Amini, né le 6 avril 1970 à Téhéran, est un guitariste et compositeur irano-canadien.

## Biographie
Babak Amini nourrit un intérêt pour la musique depuis son enfance et choisit la guitare comme son instrument principal. À l'âge de 10 ans, il commence à prendre des cours de guitare flamenco auprès de Shahrokh Partovi. Par la suite, il perfectionne son art du jeu chez Simon Ayvazian.
Babak Amini fait ses débuts professionnels dans le monde de la musique à l'âge de dix-huit ans en sortant son premier album intitulé Gray Rain en 1990. Il poursuit avec l'album Blue of the Rain. Son troisième album, intitulé Shadow of My Own, n'est plus un album instrumental. Des poèmes de grands poètes tels que Hafez, Molana, Baba Taher et Nima sont chantés dans cet album.
Babak Amini devient célèbre lorsqu'il fait ses débuts sur scène en tant que musicien lors du premier festival de musique pop après la révolution en Iran. Il participe à cet événement avec Kaveh Yaghmai, au sein du groupe « Babak and Kaveh », et ce groupe remporte l'étoile d'or de ce festival.
Après de nombreuses années d'interdiction de la musique pop en Iran, dans les années 1990, ce genre de musique a connu un renouveau, marqué par la tenue du premier festival de musique pop en Iran après la révolution. Cet événement a été unique en son genre. Le jury de la première et de la dernière édition du festival de musique pop après la révolution était composé de Masoud Kimiaei, réalisateur de cinéma, et Ahmedreza Ahmadi, poète moderniste. Ces personnalités inhabituelles dans le domaine de la musique iranienne ont ajouté une dimension unique à l'événement.
En 2000, Babak Amini sort l'album Zartosht avec Gogoosh comme chanteuse. Par la suite, il se voit confier la composition, l'arrangement et l'interprétation de la musique pour la tournée mondiale de Googoosh. Lors d'une étape de la tournée, il prend la décision de travailler en Amérique du Nord pour finaliser son album Magic.
Babak Amini réside au Canada depuis 2007 et est membre de la Guitar Society of America à l'Université CSUN, à Northridge, en Californie. Il est chargé de cours à l'Académie canadienne de musique et est également membre de l'Association des musiciens de Toronto (TMA).
Aujourd'hui Babak Amini est reconnu comme l'une des figures emblématiques de la scène musicale iranienne, grâce à sa fusion réussie de techniques musicales du monde entier avec des inspirations tirées de son expérience musicale iranienne. Ses œuvres ont su captiver un large public.

### Guitare Signature de Babak Amini
En 2021, Felipe Conde, le luthier renommé bénéficiant d'un demi-siècle d'expérience dans la construction de guitares, collabore avec Babak Amini pour concevoir la Guitare Signature de Babak Amini. Conde la crée dans le but de fournir un son distinctif et une jouabilité optimale, mettant ainsi en valeur le talent et la créativité de Babak Amini.

### Activités sociales et caritatives
Babak Amini participe à de nombreuses activités caritatives, notamment au concert de 2002 au Centre des Arts de Toronto, aux côtés d'autres musiciens canadiens et iraniens, pour soutenir les victimes du tremblement de terre de Bam.
Le 25 mars 2023, l'Organisation culturelle Tirgan organise le concert "Pour l'Iran" pour célébrer le Nowruz et en solidarité avec les manifestations du peuple iranien, dans la grande salle du Scotiabank Arena. Lors de cet événement, de nombreux grands chanteurs et artistes iraniens interprètent des œuvres protestataires, et Babak Amini partage la scène avec certains d'entre eux. Le prince Reza Pahlavi exprime sa gratitude à Babak Amini pour son dévouement et son travail acharné dans l'organisation de ce concert,.

### Discographie
Les œuvres de Babak Amini comprennent de nombreux albums interprétés dans divers styles, notamment le flamenco, le rock, le blues et le jazz. Il a été continuellement actif sur la scène musicale iranienne et a également attiré un large public à l'échelle internationale grâce à ses performances live sur des scènes mondiales et à l'enregistrement d'albums de musique instrumentale. Il a participé à de nombreuses collaborations avec d'autres artistes et est reconnu comme l'un des guitaristes éminents de la scène musicale iranienne et mondiale. Ses œuvres et ses collaborations lui ont valu une position particulière en tant que l'un des représentants éminents de la musique iranienne à différentes époques de l'histoire musicale du pays.
- 1990: Gray Rain (Album instrumental)
- 1993: Blue of the Rain (Album instrumental)
- 1999: Nom de l'ombre (Album instrumental)
- 2020: Babak Amini Project (Album instrumental)

- 2000: Zartosht avec Googoosh (Album)
- 2001: Magic (Album instrumental)
- 2002: Parvanegi avec Maysam Bakhtiari
- 2004: Pire Mashregh avec Googoosh
- 2006: Blue avec Googoosh
- 2006: Khorshide Rooh avec Soli
- 2016: Daame Degar avec Hamed Nikpay
- 2009: Gerye Konam Ya Nakonam avec Googoosh
- 2020: Babak Amini Project (Album instrumental)
- 2020: Akharin Booseh avec Shahin Najafi
- 2020: Ey Iran (instrumental)
- 2021: Parvaz avec Shahin Najafi
- 2021: Iran avec Darya Dadvar
- 2021: Jaaer avec Milad Bagheri
- 2021: Bekhan Ba Man avec Mehran Aminian
- 2022: Shaere Cheshmat avec Shahin Najafi
- 2022: Khodanour avec Ardvan Hatami
- 2023: Circle avec Jorge Pardo (instrumental)
- 2023: Baraye avec Daniel Panetta (Version italienne de la chanson Baraye de Shervin Hajipour)
- 2023: Meeting Felipe (instrumental)
- 2023: A New Dawn avec Rana Mansour
- 2023: Sorkh Tangos avec Jorge Pardo (instrumental)
- 2023: Sahneye Ghalbam avec Navan

### Concerts
Amini a collaboré avec divers chanteurs en tant que directeur musical et guitariste lors de leurs concerts et tournées.
2000: Googoosh- tournée mondiale (collaboration en tant que chef d'orchestre et guitariste principal)
2006: Beaches Jazz Festival, Toronto
2006: Festival Mehregan-San Diego
2006: Festival Mehregan- Comté d'Orange- Californie
2006: Concert instrumental au Centre des Arts de Toronto
2007: Concert avec Faramarz Aslani (collaboration en tant que chef d'orchestre et guitariste principal)
2024: Babak Amini Instrumental Project- Tournée de concerts au Canada